# 伊上凡骨
伊上 凡骨（いがみ ぼんこつ、1875年（明治8年）5月21日 ‐ 1933年（昭和8年）1月29日）は、明治時代から昭和時代にかけての日本の版画家、木版彫師。日本近代伝統木版の興隆に努めた。本名は伊上純蔵。

## 来歴
1875年に徳島県に生まれる。1891年（明治24年）に上京し、浮世絵版画の彫師の大倉半兵衛に師事、木版彫刻を学ぶ。以後、木版に好意的な洋画家との接触のなかで1907年4月に「版画趣味」を唱導した。白馬会の機関誌『光風』の素描や水彩画を彫るなどの活躍をして木版師の地位を高めた。また、文豪との交遊も深く、1900年（明治33年）には雑誌『明星』の挿絵で注目を集めたほか、1901年（明治34年）には「江戸絵の復興」を目論んで摺師の西村熊吉と組んで石井柏亭の木版画「東京十二景」シリーズの彫りなどを手がけている。
1907年（明治40年）1月にはバーサ・ラムが本格的な木版彫摺の技術習得のため来日、凡骨に師事、14週間滞在した。その後、1915年（大正4年）山村耕花、名取春仙、松田青風、柏亭と組んだ役者絵を主とした冊子体裁の『新似顔』全5集、続いて1917年（大正6年）から1920年（大正9年）にかけて柏亭、森田恒友、平福百穂、坂本繁二郎、小杉未醒、石井鶴三との『日本風景版画集』全10集などを出版した。
その他に文芸家、青年画家たちと「パンの会」に参加。与謝野鉄幹、与謝野晶子、北原白秋、高村光太郎、吉井勇らと積極的に交流をしており、彼らに図画提供を仰いで本、雑誌などの表紙、挿絵に伝統木版を普及させている。その代表例が竹久夢二の木版画、岸田劉生の木版装丁であり、夏目漱石の本の装丁などをしている。1921年（大正10年）には劉生による図案を集めた『劉生図案画集』に参加している。
なお、凡骨による伝統木版画は『東京十二景』シリーズの内、「よし町」、「柳はし」、「下谷」は1914年（大正3年）時点で各1枚の価格が「25銭」で、当時の文芸雑誌『文芸倶楽部』、『新小説』などの1冊あたりの価格と同じであった。その後も凡骨は1917年（大正6年）の中島青果堂（中島重太郎）との提携発兌においても、山村耕花の長絵木版5点「五節句遊び」で一幅75銭、『日本風景版画』10集刊行で1集（5枚1組）が「1円」、北野恒富の『廓の春秋』（4枚1組）が「1円」という廉価設定であった。
1933年（昭和8年）1月29日死去。享年59（満57歳没）。